# Diazodinitrophenol
Diazodinitrophenol ist eine chemische Verbindung, die als Initialsprengstoff verwendet wird.

## Darstellung
Diazodinitrophenol entsteht durch Diazotierung aus 2-Amino-4,6-dinitrophenol. Diese vom Chemiker Peter Grieß im Jahr 1858 erstmals durchgeführte Reaktion gilt als die erste Darstellung einer Diazoniumverbindung. Grieß leitete Salpetrige Säure durch eine alkoholische Lösung von 2-Amino-4,6-dinitrophenol.

## Eigenschaften
Die Verbindung ist im trockenen Zustand durch Schlag, Reibung, Wärme und andere Zündquellen besonders explosionsgefährlich und fällt im Umgang unter das Sprengstoffgesetz.
| Sauerstoffbilanz           | −60,9 %[1]                                           |
| Stickstoffgehalt           | 26,67 %[1]                                           |
| Normalgasvolumen           | 859 l·kg−1[1]                                        |
| Explosionswärme            | 3998,8 kJ·kg−1 (H2O (l)) 3967,5 kJ·kg−1 (H2O (g))[1] |
| Spezifische Energie        | 1047,9 kJ·kg−1 (107,0 mt/kg)[1]                      |
| Bleiblockausbauchung       | 32,6 cm3·g−1[1]                                      |
| Detonationsgeschwindigkeit | 6600 m·s−1[1]                                        |
| Verpuffungspunkt           | 180–200 °C[1]                                        |
| Schlagempfindlichkeit      | 1,5 Nm[1]                                            |
| Reibempfindlichkeit        | 14 N[8]                                              |
Die Verbindung ist thermisch instabil und kann sich stark exotherm zersetzen. Eine DSC-Messung zeigt ab 155 °C eine Zersetzungsreaktion mit einer Reaktionsenthalpie von −2075 J·g−1 bzw. −436 kJ·mol−1. Thomas M. Klapötke et al. sahen nach einer Vergleichsstudie zwischen Kristallstrukturanalyse und diversen theoretischen Betrachtungen eine Strukturformel mit C=O-Doppelbindung als maßgeblich, wobei die Elektronendichte zwischen der Diazogruppe und dem Ring am besten so verteilt ist, dass sich ein Singulett-Diradikal ergibt mit Lokalisierung der Spindichte in den π-Orbitalen, so dass die Aromatizität erhalten bleibt und die Ladungen minimiert sind. Entsprechend diesem Befund ist Diazonitrophenol eher als Diazoverbindung zu sehen, weniger als Diazoniumsalz. Eine ebenfalls denkbare, neutrale bicyclische Struktur mit N–O-Einfachbindung (Oxadiazol) liegt zumindest im Festkörper sicher nicht vor. Die Diradikalform ist durch viele weitere zwitterionische Grenzformeln, wie z. B. hier in der Infobox gezeigt, stabilisiert.

Mesomere Grenzformeln von Diazodinitrophenol nach Klapötke et al. 2003.

## Verwendung
Die Diazoverbindung findet Verwendung als Initialsprengstoff in den USA. Sie ist kräftiger als Knallquecksilber und etwas schwächer als Bleiazid und wurde als Ersatz für die blei- und quecksilberhaltigen Initialzünder in Zündhütchen eingeführt.